# Liechtenstein az 1968. évi téli olimpiai játékokon
Liechtenstein a franciaországi Grenoble-ban megrendezett 1968. évi téli olimpiai játékok egyik részt vevő nemzete volt. Az országot az olimpián 2 sportágban 9 sportoló képviselte, akik érmet nem szereztek.

## Alpesisí
Férfi
| Versenyző            | Versenyszám      | Selejtező     | Selejtező     | Selejtező | Selejtező | Döntő    | Döntő    | Döntő    | Döntő    | Döntő         | Döntő         |
| Versenyző            | Versenyszám      | 1. futam      | 1. futam      | 2. futam  | 2. futam  | 1. futam | 1. futam | 2. futam | 2. futam | Összesítés    | Összesítés    |
| Versenyző            | Versenyszám      | Idő           | Hely.         | Idő       | Hely.     | Idő      | Hely.    | Idő      | Hely.    | Idő           | Helyezés      |
| -------------------- | ---------------- | ------------- | ------------- | --------- | --------- | -------- | -------- | -------- | -------- | ------------- | ------------- |
| Arnold Beck          | Lesiklás         |               |               |           |           |          |          |          |          | nem ért célba | nem ért célba |
| Wolfgang Ender       | Lesiklás         |               |               |           |           |          |          |          |          | 2:08,08       | 37.           |
| Wolfgang Ender       | Műlesiklás       | 55,55         | 3.            | 56,73     | 1.        | 53,67    | 32.      | kizárták | kizárták | kiesett       | kiesett       |
| Wolfgang Ender       | Óriás-műlesiklás |               |               |           |           | 1:50,57  | 36.      | 1:52,86  | 37.      | 3:43,43       | 32.           |
| Albert Frick         | Óriás-műlesiklás |               |               |           |           | 1:57,75  | 60.      | 1:58,15  | 57.      | 3:55,90       | 56.           |
| Josef Gassner        | Lesiklás         |               |               |           |           |          |          |          |          | 2:06,91       | 33.           |
| Josef Gassner        | Műlesiklás       | nem ért célba | nem ért célba | 57,74     | 2.        | kiesett  | kiesett  | kiesett  | kiesett  | kiesett       | kiesett       |
| Josef Gassner        | Óriás-műlesiklás |               |               |           |           | 1:51,10  | 37.      | 1:51,28  | 28.      | 3:42,38       | 31.           |
| Hans-Walter Schädler | Lesiklás         |               |               |           |           |          |          |          |          | nem ért célba | nem ért célba |
| Hans-Walter Schädler | Műlesiklás       | 56,07         | 3.            | 55,21     | 2.        | kiesett  | kiesett  | kiesett  | kiesett  | kiesett       | kiesett       |
| Hans-Walter Schädler | Óriás-műlesiklás |               |               |           |           | 2:01,38  | 68.      | 1:55,58  | 44.      | 3:56,96       | 57.           |

Női
| Versenyző    | Versenyszám      | 1. futam | 1. futam | 2. futam | 2. futam | Összesítés | Összesítés |
| Versenyző    | Versenyszám      | Idő      | Hely.    | Idő      | Hely.    | Idő        | Helyezés   |
| ------------ | ---------------- | -------- | -------- | -------- | -------- | ---------- | ---------- |
| Marta Bühler | Lesiklás         |          |          |          |          | 1:53,53    | 38.        |
| Marta Bühler | Műlesiklás       | 55,24    | 34.      | 54,20    | 25.      | 1:49,44    | 28.        |
| Marta Bühler | Óriás-műlesiklás |          |          |          |          | 2:06,20    | 33.        |

* - egy másik versenyzővel azonos eredményt ért el

## Szánkó
| Versenyző       | Versenyszám | 1. futam      | 1. futam      | 2. futam | 2. futam | 3. futam | 3. futam | Összesítés | Összesítés |
| Versenyző       | Versenyszám | Idő           | Hely.         | Idő      | Hely.    | Idő      | Hely.    | Idő        | Helyezés   |
| --------------- | ----------- | ------------- | ------------- | -------- | -------- | -------- | -------- | ---------- | ---------- |
| Simon Beck      | Férfi egyes | 1:03,52       | 43.           | 1:04,54  | 44.      | 1:03,59  | 43.      | 3:11,65    | 41.        |
| Julius Schädler | Férfi egyes | nem ért célba | nem ért célba | kiesett  | kiesett  | kiesett  | kiesett  | kiesett    | kiesett    |
| Werner Sele     | Férfi egyes | 1:00,92       | 35.           | 1:01,27  | 35.      | 1:01,69  | 39.      | 3:03,88    | 36.        |